# Frankóniai körzet

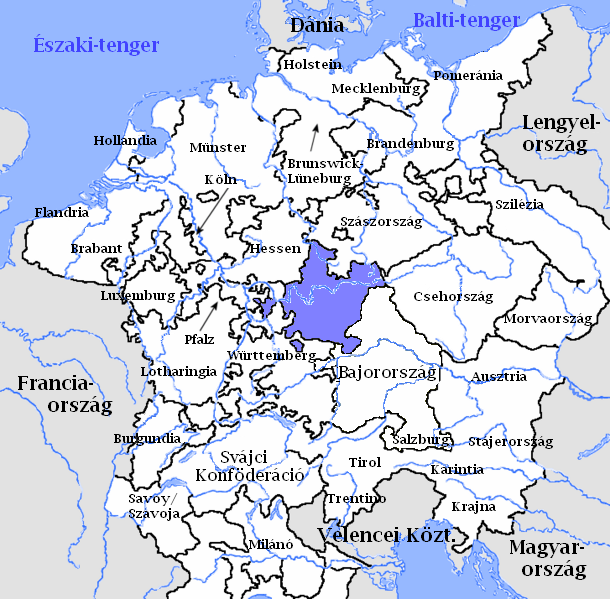
A Frankóniai körzet térképe

A Frankóniai körzet (németül: Fränkischer Reichskreis) a Német-római Birodalom egyik körzete, amelyet 1500-ban hoztak létre. Az 1495-ös birodalmi gyűlésen az összegyűlt hercegek engedve a császár nyomásának birodalmi reformokat hagytak jóvá. A körzetek a császárság intézményi megújulását, és további működőképességét szolgálták. Védelmi, pénzügyi és képviseleti céllal hozta őket létre az udvar, hogy így célzottabban tudja irányítani a birodalmat.
Frankónia a többi kilenc körzethez képest elég kicsinyke, mégis több állam alkotja. Ezek neveit tartalmazza a következő táblázat:
| Név                      | Államforma             | Megjegyzések               |
| ------------------------ | ---------------------- | -------------------------- |
| Ansbach                  | őrgrófság              |                            |
| Bamberg                  | püspökség              |                            |
| Bayreuth                 | őrgrófság              |                            |
| Castell                  | grófság                |                            |
| Eichstätt                | püspökség              |                            |
| Erbach                   | grófság                |                            |
| Hausen                   | uradalom               |                            |
| Henneberg                | grófság                |                            |
| Hohenlohe                | grófság                |                            |
| Limpurg                  | uradalom               |                            |
| Löwenstein-Wertheim      | hercegség              |                            |
| Mergentheim              |                        | A Német Lovagrend birtokai |
| Nürnberg                 | szabad birodalmi város |                            |
| Reichelsberg             | uradalom               |                            |
| Rieneck                  | grófság                |                            |
| Rothenburg ob der Tauber | szabad birodalmi város |                            |
| Schwarzenberg            | grófság                |                            |
| Schweinfurt              | szabad birodalmi város |                            |
| Seinsheim                | uradalom               |                            |
| Weissenburg im Nordgau   | szabad birodalmi város |                            |
| Welzheim                 | uradalom               |                            |
| Wertheim                 | grófság                |                            |
| Wiesentheid              | uradalom               |                            |
| Windsheim                | szabad birodalmi város |                            |
| Würzburg                 | püspökség              |                            |